# Teodectes de Faselis
Teodectes (en llatí Theodectes, en grec antic Θεοδέκτης) fou un retòric i poeta tràgic grec que visqué a Faselis a Pamfília, fill d'Aristandre. Va viure al segle iv aC en temps de Filip II de Macedònia i era deixeble d'Isòcrates i potser també de Plató i Aristòtil, segons diu Suides.
Va viure la major part de la seva vida a Atenes on va morir als 41 anys quan el seu pare encara era viu i va ser enterrat al camí que portava a Eleusis. El seu epitafi, que menciona Esteve de Bizanci, diu : " Ἥδε χθὼν κόλποισι Φασηλίτην Θεοδέκτην, Κρύπτει, ὃν ηὔξησαν Μοῦσαι Ὀλυμπιάδες: Αὐτὰρ ἐπὶ χθόν ἐὼν ἱεραῖς τρισὶ καὶ δέχ ἁμίλλαις, Ὀκτὼ ἀγηράντους ἀμφεθέμην στεφάνους. La seva ciutat natal li va erigir una estàtua a l'àgora. Quan Alexandre el Gran va passar per la seva ciutat en la marxa cap a Àsia, es va aturar davant de l'estàtua de Teodectes i la va coronar amb garlandes, per honorar un home que havia estat condeixeble seu amb Aristòtil, segons diu Plutarc.
Va ser un dels oradors que va participar en el concurs per compondre l'oració funerària de Mausol convocat per la reina Artemísia II l'any 352 aC, on també van participar Isòcrates, Teopomp, Naucrates i Teodectes i que va guanyar Teopomp.
Inicialment es va dedicar exclusivament a la retòrica i de més gran es va dedicar a la poesia tràgica. En les seves obres dramàtiques quasi sempre sortia un retòric, que parlava sobre el tema seguint les doctrines d'Isòcrates, que segons Dionís d'Halicarnàs, seguia de molt a prop. Va escriure discursos per als altres a més de mestre de retòrica, cosa que l'ajudava en la seva subsistència ja que no tenia riqueses personals. En un concurs paral·lel també al funeral de Mausol, Teodectes va escriure una tragèdia sobre la vida del difunt i va guanyar a Teopomp. Aquesta tragèdia s'ha perdut, però existia encara en temps d'Aulus Gel·li.
Es diu que era de gran bellesa personal i tenia molta memòria podent repetir gran nombre de versos després d'escoltar-los només una vegada, segons Quintilià. Dionís d'Halicarnàs el situa al front dels escriptors de retòrica juntament amb Aristòtil.

## Obra
Després d'arribar a un notable prestigi com orador es va dedicar a les obres dramàtiques. És possible que la primera tragèdia fos la que va escriure per al funeral de Mausol el 352 aC, i es diu que en va arribar a escriure cinquanta (potser 52), participant en tretze concursos dramàtics i guanyant vuit vegades. Sembla que les seves obres tenien coses en comú amb les opinions d'Aristòtil, especialment en la classificació i ordre de les paraules i en no utilitzar metres poètics en els escrits en prosa. Sembla que Aristòtil va escriure una introducció (εἰσαγωγή) a una obra de Teodectes.
Els seus discursos s'han perdut completament, i es mencionen amb un títol genèric: λόγοι ῥητορικοί o també λόγοι ἀγαθοί. Tot el que se'n sap dels temes de què tractaven és que un d'ells era una defensa de Sòcrates, i un altre es titulava Νόμος.
De les seves tragèdies es coneixen el títol de deu:
- Αἴας
- Ἀλκμαίων
- Ἑλένη
- Θυέστης
- Λυγκεύς
- Μαύσωλος
- Οἰδίπους
- Ὀπέστης
- Τυδεύς
- Φιλοκτήτης

A aquests s'haurien d'afegir molt probablement Βελλεποφόντης, Θησεύς, i Μέμνων ἥ Ἀχίλλευς
La data de la seva mort va ser probablement propera al 335 aC. Va deixar un fill del mateix nom, i un esclau domèstic i amanuense de nom Sibirti, que fou el primer de la seva condició que es va dedicar a la retòrica i fins i tot Suides li atribueix una obra, que probablement en realitat seria una feina del seu patró, anomenada τέχναι ῥητορικαί.